# Maleficio (película de 1954)
Maleficio es una película en blanco y negro también titulada como Tres citas con el destino coproducción de Argentina, España y México dirigida por León Klimovsky (episodio argentino), Florián Rey (episodio español) y Fernando de Fuentes (episodio mexicano) sobre el guion de Alberto Girri (episodio mexicano), Alejandro Verbitsky y Emilio Villalba Welsh (episodio argentino) y Miguel Mihura (episodio español) que se estrenó el 15 de julio de 1954 y que tuvo como protagonistas a Narciso Ibáñez Menta y Olga Zubarry (episodio argentino), Jorge Mistral y Fernando Cortés (episodio mexicano) y Antonio Vilar y Amparo Rivelles (episodio español).

## Sinopsis
Un cuento sobre la influencia letal de una joya.

## Reparto
Episodio argentino
- Narciso Ibáñez Menta ... Doctor Félix Miranda / Martín Pacheco
- Santiago Gómez Cou ... inspector de la policía
- Nathán Pinzón ... "el griego"
- Maurice Jouvet ... Roberto
- Ricardo Argemí
- Alba Solís ... Ángela
- Alberto Quiles

Episodio mexicano
- Jorge Mistral ... Conde Everardo Garrido y Altamira / Sebastián
- Fernando Cortés ... Everardo Barbosa
- Sara Guasch ... Amelia
- Fernando Galiana
- Tito Novaro

Episodio español
- Antonio Vilar ... Antonio
- Amparo Rivelles ... Chelo
- Lolita Sevilla ... Gloria
- Manuel Arbó ... cantinero
- Rosario Royo
- José G. Rey
- Félix Briones

## Comentarios
La crónica de El Heraldo del Cinematografista dijo que se trataba de una:

”discreta narración que mezcla elementos policiales, dramáticos y de fantasía”.